# سیم دی یونگ
سیِم دی یونگ (هلندی: Siem de Jong؛ زادهٔ ۲۸ ژانویهٔ ۱۹۸۹) بازیکن فوتبال اهل هلند است که در پست هافبک برای باشگاه فوتبال هیرنفین بازی می‌کند.

## باشگاهی
از باشگاه‌هایی که در آن بازی کرده‌است می‌توان به آژاکس، نیوکاسل یونایتد، پی‌اس‌وی، سینسیناتی و هیرنفین اشاره کرد.

## اوایل زندگی
دی یونگ در شهر اگل سوئیس از والدین هلندی که به صورت حرفه‌ای در آنجا والیبال بازی می‌کردند به دنیا آمده‌است و زمانی که دی یونگ شش ساله بود به هلند بازگشتند.

## زندگی شخصی
برادر کوچک‌تر او لوک نیز در تیم سویا و تیم ملی فوتبال هلند به میدان می‌رود. دو برادر در سال ۲۰۱۶ در پی‌اس‌وی هم‌تیمی شدند.

## آمار و اطلاعات
به‌روز شده در ۱۶ مه ۲۰۱۷
| باشگاه          | فصل     | لیگ                      | لیگ        | لیگ    | جام ملی    | جام ملی | لیگ کاپ    | لیگ کاپ | جام‌های قاره‌ای | جام‌های قاره‌ای | دیگر جام‌ها | دیگر جام‌ها | مجموع      | مجموع  |
| باشگاه          | فصل     | دسته                     | تعداد بازی | گل زده | تعداد بازی | گل زده  | تعداد بازی | گل زده  | تعداد بازی    | گل زده        | تعداد بازی | گل زده     | تعداد بازی | گل زده |
| --------------- | ------- | ------------------------ | ---------- | ------ | ---------- | ------- | ---------- | ------- | ------------- | ------------- | ---------- | ---------- | ---------- | ------ |
| آژاکس           | ۰۸–۲۰۰۷ | اردویسه                  | ۲۲         | ۲      | ۳          | ۰       | —          | —       | ۰             | ۰             | ۲          | ۰          | ۲۷         | ۲      |
| آژاکس           | ۰۹–۲۰۰۸ | اردویسه                  | ۱۰         | ۱      | ۲          | ۰       | —          | —       | ۴             | ۰             | ۰          | ۰          | ۱۶         | ۱      |
| آژاکس           | ۱۰–۲۰۰۹ | اردویسه                  | ۲۲         | ۱۰     | ۶          | ۶       | —          | —       | ۷             | ۱             | ۰          | ۰          | ۳۵         | ۱۷     |
| آژاکس           | ۱۱–۲۰۱۰ | اردویسه                  | ۳۲         | ۱۲     | ۶          | ۳       | —          | —       | ۱۳            | ۱             | ۱          | ۰          | ۵۲         | ۱۶     |
| آژاکس           | ۱۲–۲۰۱۱ | اردویسه                  | ۲۹         | ۱۳     | ۳          | ۳       | —          | —       | ۶             | ۱             | ۱          | ۰          | ۳۹         | ۱۷     |
| آژاکس           | ۱۳–۲۰۱۲ | اردویسه                  | ۳۴         | ۱۲     | ۴          | 1       | —          | —       | ۸             | ۳             | ۱          | ۰          | ۴۷         | ۱۶     |
| آژاکس           | ۱۴–۲۰۱۳ | اردویسه                  | ۱۹         | ۷      | ۲          | ۱       | —          | —       | ۶             | ۰             | ۱          | ۱          | ۲۸         | ۹      |
| آژاکس           | مجموع   | مجموع                    | ۱۶۸        | ۵۷     | ۲۶         | ۱۴      | —          | —       | ۴۴            | ۶             | ۶          | ۱          | ۲۴۴        | ۷۸     |
| نیوکاسل یونایتد | ۱۵–۲۰۱۴ | لیگ برتر فوتبال انگلستان | ۴          | ۱      | ۰          | ۰       | ۱          | ۰       | —             | —             | —          | —          | ۵          | ۱      |
| نیوکاسل یونایتد | ۱۶–۲۰۱۵ | لیگ برتر فوتبال انگلستان | ۱۸         | ۰      | ۱          | ۰       | ۲          | ۱       | —             | —             | —          | —          | ۲۱         | ۱      |
| نیوکاسل یونایتد | ۱۷–۲۰۱۶ | چمپیونشیپ                | ۰          | ۰      | ۰          | ۰       | ۰          | ۰       | —             | —             | —          | —          | ۰          | ۰      |
| نیوکاسل یونایتد | مجموع   | مجموع                    | ۲۲         | ۱      | ۱          | ۰       | ۳          | ۱       | ۰             | ۰             | ۰          | ۰          | ۲۶         | ۲      |
| پی‌اس‌وی          | ۱۷–۲۰۱۶ | اردیویسه                 | ۱۹         | ۶      | ۱          | ۰       | ۰          | ۰       | ۲             | ۰             | —          | —          | ۲۳         | ۶      |
| مجموع           | مجموع   | مجموع                    | ۲۰۹        | ۶۴     | ۲۹         | ۱۴      | ۴          | ۱       | ۴۶            | ۶             | ۶          | ۱          | ۲۹۹        | ۸۶     |

1. ↑  هلند – جام حذفی فوتبال هلند، انگلستان – جام حذفی فوتبال انگلستان.
2. ↑  انگلستان – جام اتحادیه باشگاه‌های انگلستان.
3. ↑  بازی‌ها در لیگ برتر فوتبال هلند.
4. ↑  بازی‌ها در لیگ اروپا.
5. ↑  بازی‌ها در لیگ اروپا.
6. ↑  ۹ بازی و یک گل در لیگ قهرمانان اروپا، ۴ بازی در لیگ اروپا.
7. 1 2 3 4  بازی‌ها در سوپر جام فوتبال هلند.
8. ↑  ۴ بازی و یک گل در لیگ قهرمانان اروپا، ۲ بازی در لیگ اروپا.
9. ↑  ۶ بازی و ۳ گل در لیگ قهرمانان اروپا، ۲ بازی در لیگ اروپا.
10. ↑  ۴ بازی در لیگ قهرمانان اروپا، ۲ بازی در لیگ اروپا.
11. ↑  بازی‌ها در لیگ قهرمانان.

### ملی
آمار تا آخرین بازی ملی در ۱۹ نوامبر ۲۰۱۳.
| تیم ملی فوتبال هلند | تیم ملی فوتبال هلند | تیم ملی فوتبال هلند |
| سال                 | تعداد بازی          | گل زده              |
| ------------------- | ------------------- | ------------------- |
| ۲۰۱۰                | ۱                   | ۰                   |
| ۲۰۱۱                | ۰                   | ۰                   |
| ۲۰۱۲                | ۰                   | ۰                   |
| ۲۰۱۳                | ۵                   | ۲                   |
| مجموع               | ۶                   | ۲                   |

#### گل‌های ملی
| گل | تاریخ       | محل برگزاری                                | حریف    | امتیاز | نتیجه | مسابقه       |
| -- | ----------- | ------------------------------------------ | ------- | ------ | ----- | ------------ |
| ۱. | ۷ ژوئن ۲۰۱۳ | ورزشگاه گلورا بونگ کارنو، جاکارتا، اندونزی | اندونزی | ۱–۰    | ۳–۰   | بازی دوستانه |
| ۲. | ۷ ژوئن ۲۰۱۳ | ورزشگاه گلورا بونگ کارنو، جاکارتا، اندونزی | اندونزی | ۲–۰    | ۳–۰   | بازی دوستانه |

## افتخارات

### باشگاهی
آژاکس
- اردیویسه: ۱۱–۲۰۱۰، ۱۲–۲۰۱۱، ۱۳–۲۰۱۲، ۱۴–۲۰۱۳
- جام حذفی فوتبال هلند: ۱۰–۲۰۰۹
- سوپر جام فوتبال هلند: ۲۰۱۳